# کفر گیلادی
کفر گیلادی (به لاتین: Kfar Giladi) یک منطقهٔ مسکونی در اسرائیل است که در شورای منطقه‌ای بالایی جلیل واقع شده‌است.